# Lilla Blecktornsparken

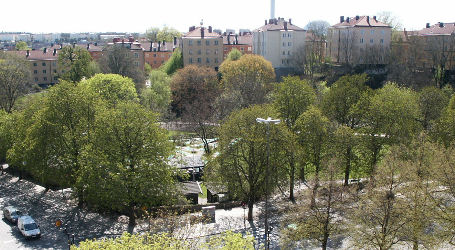
Lilla Blecktornsparken sedd från hörnet av Katarina Bangata och Ringvägen.

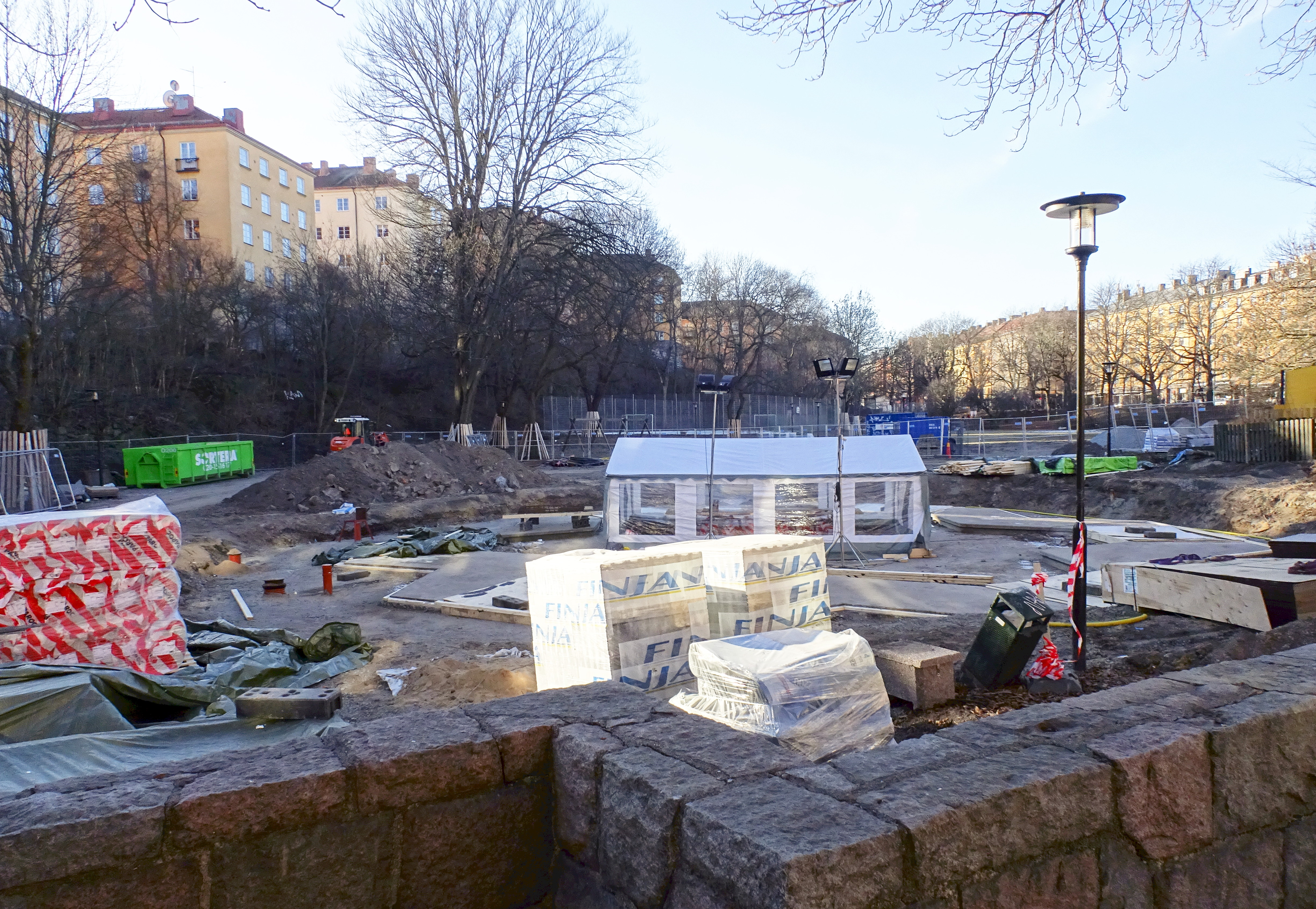
Parken under upprustning, februari 2017.

Lilla Blecktornsparken är en park i stadsdelen Södermalm i Stockholm. Den ligger i det sydvästra hörnet till korsningen av Katarina Bangata och Ringvägen.

## Historik
Parken har sitt namn efter malmgården Lilla Blecktornet som uppfördes 1787 för fabrikören Niklas Sjöberg och som fortfarande finns kvar i parkens sydöstra del. Delar av malmgårdens park och trädgård ingår idag i Lilla Blecktornsparken. Exempelvis finns en liten rest efter gårdens askallé fortfarande bevarad i parkens södra del. 
Parken anlades 1929–1937 efter ritningar av Per Olof Hallman. Ett tidigare namn var Hammabylunden, sitt nuvarande namn fick parken 1963. Den stensatta dammen ritades av trädgårdsarkitekten Erik Glemme. I parken, med ingång från Katarina Bangata, ligger restaurangen Bleck.
Åren 2015 till 2017 utfördes en omfattande upprustning av parken. Meningen var att parken skall "utvecklas som en inbjudande kvarterspark med attraktiva målpunkter för olika åldrar med fokus på aktivitet och samling". Parkens grundkaraktär som bygger på 1940-talets aktivitetspark bevaras och förädlas.